# Sturbridge (Massachusetts)
Sturbridge es un pueblo ubicado en el condado de Worcester en el estado estadounidense de Massachusetts. En el Censo de 2010 tenía una población de 9.268 habitantes y una densidad poblacional de 91,86 personas por km².

## Geografía
Sturbridge se encuentra ubicado en las coordenadas 42°6′17″N 72°5′16″O / 42.10472, -72.08778. Según la Oficina del Censo de los Estados Unidos, Sturbridge tiene una superficie total de 100.9 km², de la cual 96.41 km² corresponden a tierra firme y (4.45%) 4.49 km² es agua.

## Demografía
Según el censo de 2010, había 9.268 personas residiendo en Sturbridge. La densidad de población era de 91,86 hab./km². De los 9.268 habitantes, Sturbridge estaba compuesto por el 95.12% blancos, el 0.6% eran afroamericanos, el 0.27% eran amerindios, el 1.99% eran asiáticos, el 0% eran isleños del Pacífico, el 0.76% eran de otras razas y el 1.26% pertenecían a dos o más razas. Del total de la población el 2.49% eran hispanos o latinos de cualquier raza.